# Coquainvilliers

Coquainvilliers este o comună în departamentul Calvados, Franța. În 1 ianuarie 2022 avea o populație de 844 de locuitori.